# Стефанія
Стефа́нія— жіноче особове ім'я, утворене від імені Стефан (Степан), що означає в перекладі з давньогрецької «вінець», «діадема». Православна канонічна форма— Стефанида. Зменшені форми— Стеша, Стефа, Пепочка.
Ім'я Стефанія  в різних фонетичних модифікаціях поширене у всьому світі. Так, в Англії Стефанія звучить як Сте́фані, у Німеччині — Ште́фані, Ште́ффі, у Франції — Стефані́, в Португалії — Естефа́нія, в Чехії — Штепа́на, в Болгарії — Стефа́на, у Сербії — Шчепа́нія.

## Іменини
Дата православних іменин Степаниди — 24 листопада, решта зазначені дати — католицькі іменини Стефан (Стефанії).

## Астрологічна відповідність імені Стефанія
- Зодіакальна відповідність імені: Стрілець
- Планета-покровитель: Юпітер, Меркурій
- Риси характеру: енергійність, відвертість, імпульсивність
- Кольори імені: Сріблястий, фіолетово-червоний
- Щасливі кольори: Чорний
- Святі покровителі імені: Стефанида Дамаська (іменини 24 листопада)
- Камінь-талісман: Лабрадор

## Відомі люди
Знамениті тезки Стефанії:
- Стефанія-Фелісіті Жанлис, французька письменниця, графиня (1746—1830)
- Стефанія Сандреллі, італійська кіноактриса. Ролі у фільмах «Останній поцілунок» та ін. (р.1946)
- Стефанія Станюта, білоруська актриса, народна артистка СРСР (1905—2000)

## Форми імені Стефанія
Короткі форми імені:
- Стефа;
- Стеха;
- Стеня;
- Стефф;
- Стефані;
- Стефа;
- Стьопа;
- Тішачи;
- Фаня;
- Фанні;
- Фанита;
- Фанна;
- Штеффі.